# Ilybius meridionalis
Ilybius meridionalis is een keversoort uit de familie van de waterroofkevers (Dytiscidae). De wetenschappelijke naam van de soort is voor het eerst geldig gepubliceerd in 1837 door Charles Nicholas Aubé.